# Пінн
Пінн (гр. Πίννης) — володар іллірійського племені ардіеїв та держави із столицею в Різоні.
Успадкував трон після смерті батька — царя Агрона, але державою від його імені керувала мачуха Пінна — Тевта.
Після поразки від римлян та загибелі Тевти реальна влада перейшла до полководця Деметрія Фарського, який позбавив Пінна його статуса і оголосив царем самого себе.
Але невдовзі і Деметрій розсварився з римлянами, був ними розбитий і втік до Македонії.
Римляни повернули Пінна до влади, але той невдовзі помер і залишився в історії унікальним володарем, який за 15 років життя встиг тричі поцарювати та двічі бути позбавленим корони.
Пізніше народилася легенда, що Пінн перед смертю сховав величезні скарби в підземному озері в глибині печери Сопот у горах над Рисаном. За іншою версією схованка знакодалася в селищі Липці на березі Которської
затоки.